# أليكسي سوكيرسكي
ألكسي سوكيرسكي (بالروسية: Алексей Сокирский)‏ ولد في 16 مارس 1985) هو قاذف مطرقة روسي مثل في وقت سابق أوكرانيا.أفضل رقم شخصي له هو: 76.96 حققها في 19 يونيو 2011 في ستوكهولم. أصبح مواطنا روسيا في عام 2015.

## روابط خارجية
- أليكسي سوكيرسكي على موقع الاتحاد الدولي لألعاب القوى (الإنجليزية)
- أليكسي سوكيرسكي على موقع اللجنة الأولمبية الدولية (الإنجليزية)
- أليكسي سوكيرسكي على موقع أوليمبيديا (الإنجليزية)